# Derivação (linguística)
Derivação é o processo de formação de palavras que consiste no acréscimo de afixos a uma raiz (um radical ou uma palavra primitiva).

## Tipos
As derivações podem ser: prefixal, sufixal, parassintética, regressiva ou imprópria.

### Prefixação
A derivação prefixal (ou por prefixação) consiste na derivação através de um prefixo.
Exemplos: adjetivo, advérbio, adjunto.

### Sufixação
A derivação sufixal (ou por sufixação) consiste na derivação através de um sufixo.
Exemplos: folhagem, papelaria, livreiro.

### Derivação prefixal e sufixal
A derivação por prefixação e sufixação consiste na formação de uma nova palavra pelo uso simultâneo de um sufixo e um prefixo, mas que não torne a forma do vocábulo dependente da presença simultânea dos dois afixos pela supressão ou demais alterações em seus componentes fonéticos e morfológicos, marcando a diferença da derivação parassintética.
Exemplos: infelizmente, deslealdade, imprudentemente.
Observação: Note como neste caso se cria uma estrutura que independe da atuação concomitante dos afixos, como é visto em infelizmente. Infeliz, feliz e felizmente são vocábulos cujos morfemas e fonemas se mantêm preservados na forma da palavra infelizmente, fenômeno que não ocorre na derivação conseguinte (parassintética).

### Parassintética
A derivação parassintética (ou por parassíntese), consiste na derivação através do uso de um prefixo e um sufixo, em uma mesma raiz.
Observação: Nessa derivação as palavras só existem caso se mantenha tanto o prefixo quanto o sufixo. A ausência de uma faz com que a palavra perca seu sentido.
Exemplos: amanhecer, entardecer, anoitecer.

### Regressiva
A derivação regressiva (ou deverbal) consiste na formação de substantivos derivados de verbos, ou vice-versa.
Exemplos: resumir - resumo; comprar - compra; censurar - censura; segurar - seguro; sacar - saque
Há casos em que ocorre o inverso, ou seja, substantivo formando o verbo.
Ex.: planta - plantar; âncora - ancorar
Observação: Substantivos formados a partir de verbos são chamados de substantivos deverbais. Sua formação é feita através da eliminação das desinências verbais, e do acréscimo das vogais temáticas nominais a, o ou e, junto ao radical verbal.
Exemplos: cantar → canto, jogar → jogo, lanchar → lanche

### Imprópria
Consiste na derivação que gera uma mudança de classe gramatical. O tipo de derivação imprópria mais comum é a que gera um substantivo a partir de outra classe de palavras. Isso é conseguido através do uso de um artigo anteposto (colocado antes) a palavra que se deseja substantivar.
Exemplos:
O pensar é uma ação muito importante.
Verbo substantivado
O professor explicou bem claro o tema da redação.
Adjetivo adverbializado